# Ain Blal
Ain Blal  (in arabo عين بلال‎?) è un centro abitato e comune rurale del Marocco situato nella provincia di Settat, regione di Casablanca-Settat. Conta una popolazione di 4 699 abitanti (censimento 2014).